# Bergepanther
Der Bergepanzerwagen „Panther“ (Sd.Kfz. 179), oft nur als Bergepanther bezeichnet, war ein in der zweiten Hälfte des Zweiten Weltkrieges entwickelter und gebauter Bergepanzer, der auf dem Fahrgestell des ab 1943 eingesetzten Panzerkampfwagen V Panther (Sd.Kfz. 171) basierte.

## Hintergrund

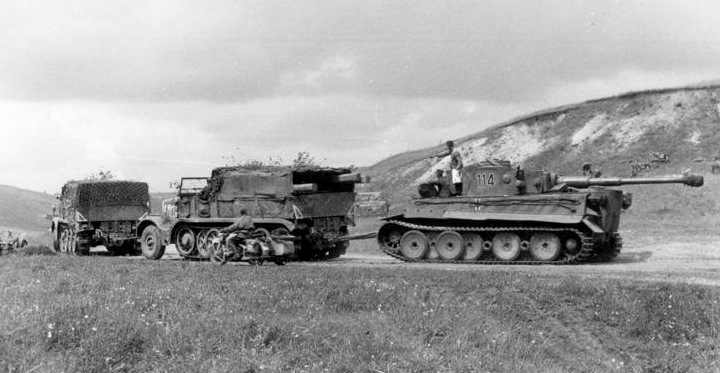
Panzerbergung mit zwei Sd.Kfz. 9

Zu Beginn des Zweiten Weltkrieges verfügte die deutsche Panzertruppe über einen Fahrzeugbestand aus deutscher Fertigung, bei dem der Panzerkampfwagen IV mit einem Gewicht von etwa 20 Tonnen das schwerste in größerer Zahl eingesetzte Kampffahrzeug war. Die Masse ausgefallener Panzer konnte in einer Kombination von schweren Zugmaschinen und dem Sonderanhänger 115 für Fahrzeuge bis 10 Tonnen geborgen werden. Für die frühen Panzer III, die Sturmgeschütz III und Panzer IV verfügten die Bergedienste über die Kombination des schweren Zugkraftwagen Sd.Kfz. 9 und Sonderanhänger 116. Im Hinblick auf die Zuglast war der schwere Zugkraftwagen Sd.Kfz. 9 auf ein Gewicht von bis zu 35,5 t ausgelegt.

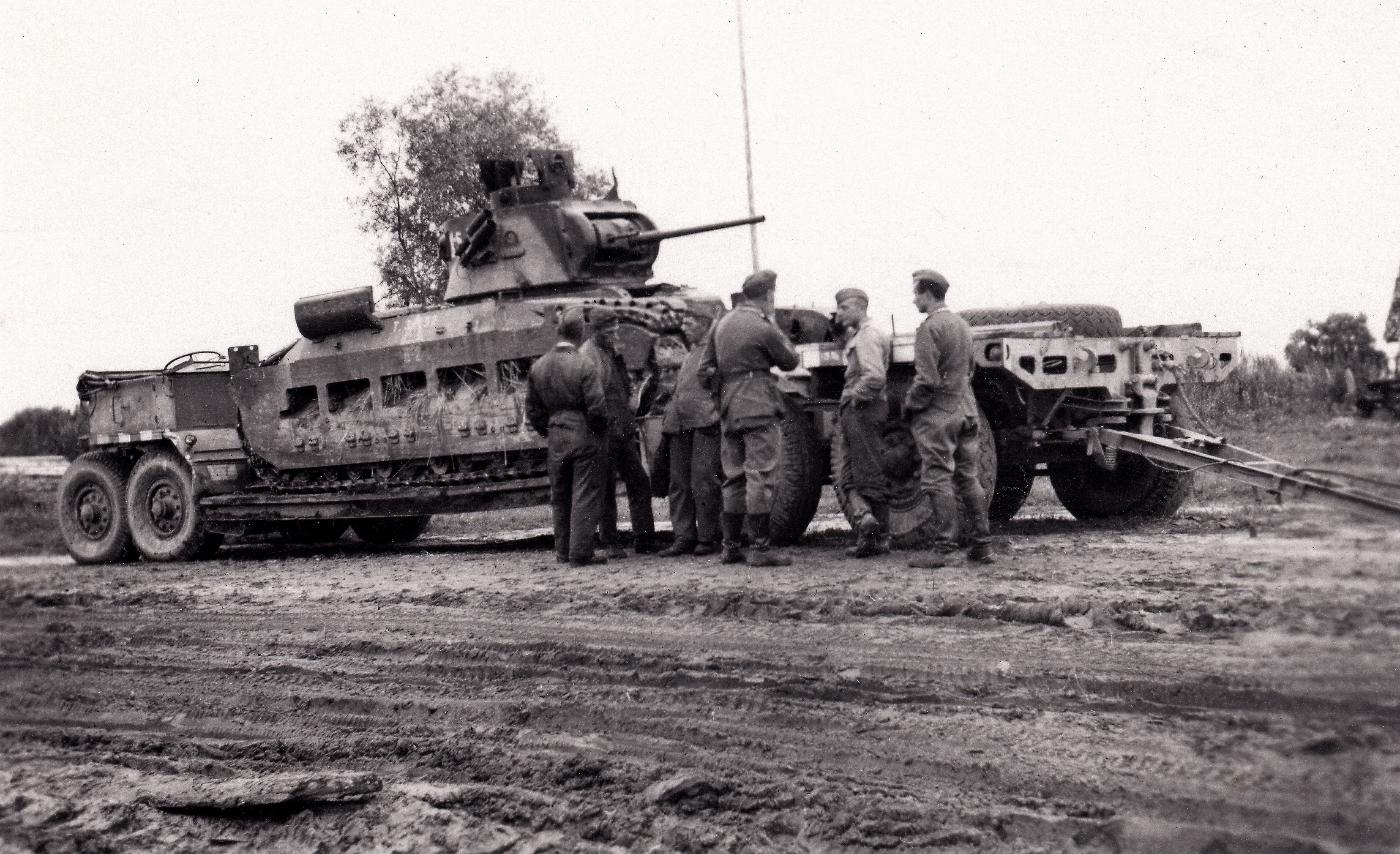
Sd.Ah. 116 mit britischem Beutepanzer

Schon Ende 1941 begannen jedoch auf deutscher Seite Projekte für schwerere Panzer in der Klasse um die 30 t. Schnell wurde hieraus Fahrzeuge, welche noch schwerer waren und im Bereich von 45 t lagen. Diese VK 45.01 (P) und VK 45.01 (H) wurden im Laufe des Jahres 1942 zu den ersten Fahrzeugen der Tiger-Familie.
Auch die Entwicklung des Panzerkampfwagens V begann in der 30-t-Klasse. Dem gingen seit 1940 Studien in der 20-t-Klasse bei M.A.N. voraus, doch das Jahr 1941 brachte eine Zäsur in der deutschen Panzerentwicklung. Der Panzerschock, der die deutsche Panzertruppe beim Angriff auf die Sowjetunion traf, führte zum VK 30.02 (M), also einem mit 30 Tonnen projektierten Panzer aus dem Haus M.A.N., der im Mai 1942 entworfen wurde.
Weder für die schweren Panzer der VK 45.01-Entwicklungsserie noch für die bald die 30-Tonnen-Marke überschreitenden Fahrzeuge der Serie VK 30.02 M verfügten die Instandsetzungseinheiten über ein einzelnes, für die Bergung geeignetes Fahrzeug. Man behalf sich nach Einführung des Tiger I mit einem Schleppverband von Sd.Kfz. 9, was jedoch bei der geringen Produktionszahl pro Monat und den nicht geringen Verlusten zunehmend Probleme bereitete. Dazu kam, dass ab 1942 Fahrzeuge zunehmend vom umkämpften Gefechtsfeld geborgen werden mussten, da die deutschen Streitkräfte in die Defensive gerieten, was mit ungepanzerten Halbkettenzugmaschinen praktisch unmöglich war.

## V.Kz. 35.01 – Vater des Bergepanther
In der Entwicklungsgeschichte des Tiger-Panzers ist der VK 36.01 von MAN der technische Ausgangspunkt für den später zum Tiger I gewordenen VK 45.01 (H). Der VK 36.01 war schon fast fertigt entwickelt, als der Mangel an Wolfram die Entwicklung der Waffe 0725 bei Rheinmetall beendete. Hitler persönlich hatte angeordnet keine Waffen mit konischen Rohren mehr zu entwickeln. Deshalb musste auf den Turm zurückgegriffen werden, den Krupp für den Porsche Prototypen entwickelt hatte und der mit einer 8,8-cm-KwK L/56 ausgerüstet war. Diese passte allerdings nicht in die Wanne des VK 36.01. Letztlich schuf Henschel eine neue Wanne für die technischen Komponenten des VK 36.01, den VK 45.01 (H).
Das Fehlen von Bergefahrzeugen für die neuen Tiger war absehbar und am 20. Juni 1942 wurde offiziell vermerkt, dass die fünf gebauten VK 36.01, die mit einer Seilwinde 22/40 versehen werden sollten, im November 1942 zur Verfügung stehen würden. In einem Bericht des Heereswaffenamtes zum Stand der Projekte vom 1. Juli 1942 ist vermerkt, dass FAMO in Breslau angewiesen worden sei ein schweres Abschleppfahrzeug (V.Kz. 35.01) zu entwerfen. Von diesem sollten bis zum Frühjahr 1943 vier Fahrzeuge fertiggestellt sein. Am 25. September informierte Oberstleutnant Kreckel ein Mitarbeiter der Abteilung WaPrüf 6, dass neben dem Versuchsfahrzeug für seinen Kollegen Oberbaurat Kniepkamp, die Firma Henschel, dass weitere 4 Fahrzeuge schnellstens als Schlepper für Tiger-Panzer fertigzustellen seinen. Danach verliert sich die Spur dieses Projektes und an keiner Stelle ist die Abnahme eines solchen Fahrzeugs verzeichnet.

## Entwicklung

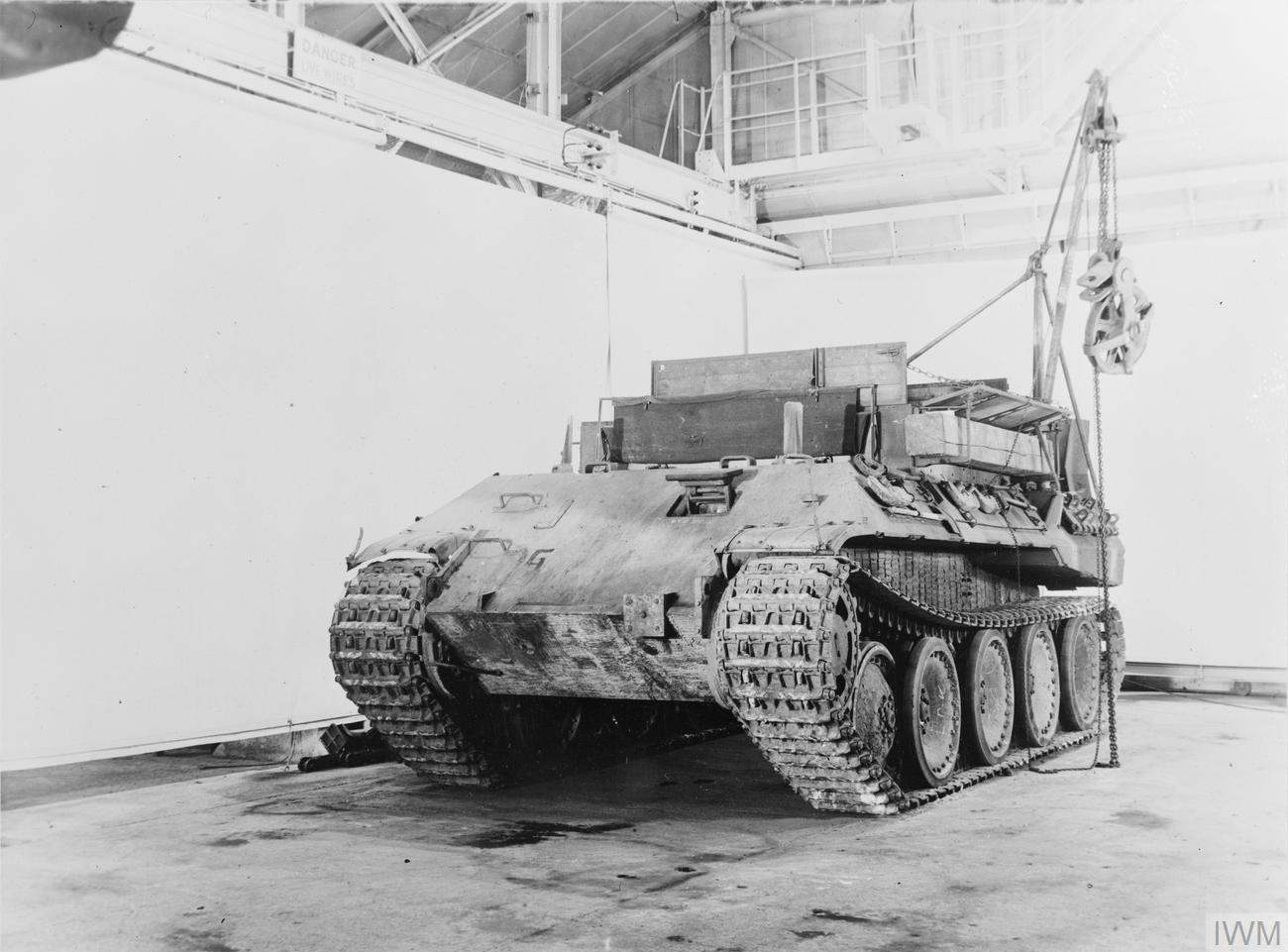
Bergepanther (Frontansicht)

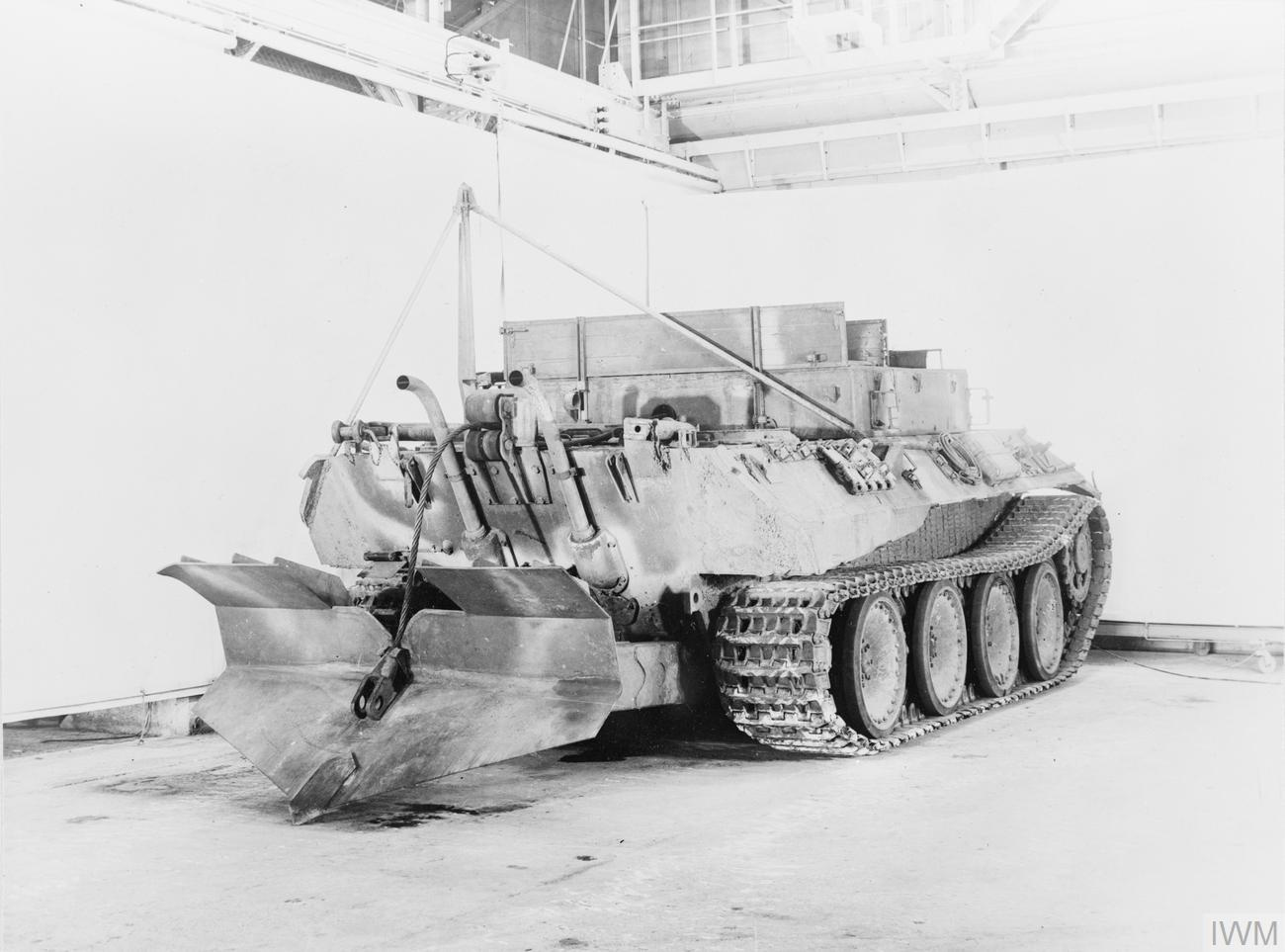
Seitenansicht (Heckansicht)

Schon vor Beginn der Fertigung des Panzerkampfwagen V Panther war demnach das Fehlen von schweren Bergemitteln bei der Instandsetzungstruppe allgemein bekannt. So überraschte es sicherlich niemanden, als der General der Panzertruppen Heinz Guderian am 29. März 1943 forderte, dass 4 Prozent zuzüglich 3 Fahrzeuge pro Monatsfertigung des Panzerkampfwagen V Panther ohne Turm als Panzer-Bergegerät an die Panzerabteilungen ausgeliefert werden sollten. Da MAN, die führende Firma bei der Entwicklung des Panthers gewesen war, erhielt die Firma den Auftrag zur Entwicklung.
Der erste Entwurf stammt vom 19. Juni 1943 und zeigt ein paar Bauteile, die speziell für den Bergepanther entworfen wurden, dazu gehört die 2-cm-KwK mit Schutzschild auf der Frontpanzerung, eine 40-t-Seilwinde, eine Ladebrücke, ein Hebebaum (2 t), ein absenkbarer Hecksporn und eine Anhängekupplung am Fahrzeugheck. Das Fahrzeug erhielt außerdem zusätzlich Kraftstofftanks.

## Technische Beschreibung
MAN, Henschel, Daimler-Benz und DEMAG waren nacheinander für die Fertigung eingesetzt. Die später speziell produzierte Wanne des Bergepanthers begann mit der Ausführung A und ähnelte weitgehend der Wanne des Panzerkampfwagens Panther. Ende 1944 nach Einführung der Ausführung G wurde diese Wanne verwendet. Abhängig vom Fertigungszeitpunkt erhielten auch Bergepanther den für die Kampfwagen vorgesehenen Zimmerit-Belag gegen Haftminen.
Die Besatzung bestand aus mindestens drei Soldaten, wobei das Bergegerät von zwei Soldaten im Fahrzeug bedient wurde.

### Bergewannen vs. Bergepanzer
Bei den ersten Bergepanthern handelte es sich um fast fertiggestellte Panther der Ausf. D, bei denen durch den Hersteller MAN lediglich der Turm weggelassen wurde und die Öffnung mit einem runden Rahmen und einer Abdeckung versehen worden war. Technisch weisen diese ersten Ausf. D keine weiteren speziellen Änderungen für den Einsatz als Bergepanzer auf.
Nach dem zwölften fertiggestellten Fahrzeug wurde im Juni 1943 die Fertigung an Henschel, gegen den Willen dieser Firma, übertragen. Dort wurden die ersten 30 Fahrzeuge genauso gebaut wie bei MAN, ohne jegliche Spezialausrüstung. Allerdings ergänzte Henschel Halterungen für Bergebalken (Kletterbalken) und eine schwere Abschleppkupplung am Fahrzeugheck.
Weitere 40 bei Henschel produzierte Fahrzeuge wurden als Bergepanther Ausf. A mit Ladebrücke gefertigt, allerdings ohne die geplanten Winden und den Hecksporn.

### 40 t – Seilspillwinde
Statt eines Gefechtsturmes wurde beim Bergepanzer in einer vergrößerten, rechteckigen Öffnung, die mit der Ladebrücke, einem rechteckigen erhöhten Metallaufbau mit seitlich abklappbaren Holzseitenwänden und einem Holzboden, eingefasst war, in der Fahrzeugwanne eine Winde mit einer Längszugkraft von 40 Megapond (392 Kilonewton) eingebettet. Ein großer Erdsporn am Fahrzeugheck konnte eingesetzt werden, um das Wegrutschen des Fahrzeugs bei größerem Zugwiderstand zu verhindern. Des Weiteren hatte der Bergepanther einen einfachen Kranausleger, dessen Lastkapazität 1,5 Tonnen betrug.
Die Spillwinde mit konstanter Zugkraft, der Firma Raupach, Warnsdorf (CZ) konnte zu Beginn der Produktion nicht in ausreichenden Mengen geliefert werden, so dass noch bis weit in das Jahr 1944 viele Fahrzeuge ohne die Winde als Bergeschlepper ausgeliefert wurden.
Zugkraft der Seilwinde: nominell: 392 kN (40 Mp), im Versuch gemessen: 343 kN (35 Mp)
Gesamt-Bergezugkraft mit Seilrollen (über Flaschenzug) gegen Sporn: nominell: 1177 kN (120 Mp), im Versuch gemessen: 1098 kN (112 Mp)

### Bewaffnung
Der Panzerkampfwagen V Panther Ausf. D und Ausf. A verfügte über kein Kugelblenden-Maschinengewehr in der Frontpanzerung. Die Erfahrung der Fronttruppen zeigte jedoch, dass Bergemannschaften im Frontbereich häufig angegriffen wurden; daher erhielt der Bergepanther einige Waffen zur Selbstverteidigung.
Wie bei allen Panzern wurde die persönliche Bewaffnung der Besatzung (in der Regel eine Pistole) und eine zur Ausstattung des Fahrzeugs gehörende Maschinenpistole mitgeführt.
Da zusätzlich sowohl Fahrer als auch Funker bzw. Kommandant des Bergepanzers während der Bergung mit einem Maschinengewehr gegen eine Bedrohung sichern können sollten, war auf der vorderen rechten und linken Seite der Oberwannenplatte ein senkrechter Pfosten angeschweißt, an dem ein Fliegerschwenkarm mit Maschinengewehr montiert werden konnte. Theoretisch konnte die Waffe auch gegen eine Bedrohung von oben (z. B. Flieger) gerichtet werden, war jedoch in diesem Fall eher für seitlich und von vorne kommende Bedrohungen einsetzbar. Da der Schütze relativ exponiert war, galt es jedoch Situationen die einen Einsatz erforderten möglichst zu vermeiden.
Ab der Ausführung A erhielt der Bergepanther eine mittig an der obersten Kante der oberen Frontpanzerplatte montierte Halterung zur Aufnahme einer nach vorne wirkenden automatischen 2-cm-Kampfwagenkanone 30. Diese fiel jedoch im Laufe des Jahres 1944 weg. Mit der Umstellung auf die Wannenform des Panther G erhielt der Bergepanther die übliche MG-Kugelblende auf der Funkerseite. Die MG-Stütze auf der Fahrerseite entfiel damit ebenfalls.

## Produktion
Erst am 2. September 1943 schickte MAN die spezifischen Zeichnungen für die Bergepanzer-Wannen an Krupp, so dass es noch bis November 1943 dauerte, bevor spezielle Wannen für die Bergepanzer-Fertigung zur Verfügung standen. Nur die Firmen Dortmund-Hörder Hüttenverein (D.H.H.V.), laut Unterlagen 10 Stück im August 1943 (bisher nicht sicher belegt) und die Firma Ruhrstahl produzierten während des Zweiten Weltkriegs Wannen der Ausführung A für die Fertigung von Bergpanzern Panther.

### Ausführung D
Auf den Wannen der Ausführung D basierten die ersten 12 Fahrzeuge, die bei MAN gefertigt wurden. Einige dieser Fahrzeuge gingen an die schwere Panzerjäger Abteilung 653 als Bergegerät für die schweren Jagdpanzer Ferdinand.
Weiter wurden nach der Verlagerung der Produktion zu Henschel 30 weitere auf der Ausführung D basierende Bergepanzer ohne größere weitere technische Ein- und Anbauten gefertigt.

### Ausführung A
Weitere 40 Fahrzeuge komplettierte Henschel in der Ausführung A mit der oben aufgesetzten Ladebrücke, der Halterung für die 2-cm-KwK, Führungsrollen für die Winde, Halterung für die Winde auf der linken Seite und Halterungen für den Erdsporn an der unteren Heckplatte. Davon wurde das erste Fahrzeug (Fgst. Nr. 212161) als Versuchs-Bergepanther an die Firma MAN geliefert.
Ab November 1943 sollte wie im Hauptausschuss Panzerwagen am 28. Juni 1943 beschlossen, die Firma Krupp-Grusonwerk die Fertigung des Bergepanther übernehmen, doch dazu kam es nicht. Vielmehr meldete Wa J Rü (WuG 6) am 1. August, dass die Firma M.N.H. in Hannover nun Henschel als Hersteller des Bergepanther ablösen würde. Allerdings wurde auch diese Planung nicht umgesetzt und Daimler-Benz wurde als Produktionsfirma ab November eingeplant. Daimler erhielt einen Vertrag über 163 zu fertigende Fahrzeuge für das eigene Werk 40 in Berlin-Marienfelde. Doch schon im Februar wurde der Kontrakt auf 55 Fahrzeuge und danach auf 40 Fahrzeuge reduziert. Es wurden 20 Fahrzeuge im Februar 1944 fertig und weitere 20 im März 1944.
Letztlich ging der Restkontrakt ab März 1944 über 123 Fahrzeuge an den Kranhersteller DEMAG in Düsseldorf-Benrath und den später genutzten Standort Falkensee bei Berlin. Die Planung sah 10 Fahrzeuge im April, 15 im Mai, 20 im Juni und ab Juli 1944 dann 30 Fahrzeuge pro Monat vor. Tatsächlich wurden nie mehr als 25 Fahrzeuge pro Monat ausgeliefert und im Februar 1945 brach die Fertigung ein. Für März liegt keine Zahl mehr vor.

### Ausführung G
Anzumerken ist, dass DEMAG nach Erfüllung des Vertrags über 123 Fahrzeuge einen Anschlusskontrakt für die Fertigung von Bergepanzern Panther auf dem Fahrgestell der Ausführung G erhielt. Aus diesem Kontrakt sind bis Februar 1945 nachweislich 74 Fahrzeuge fertiggestellt worden.
Von 1943 bis 1945 wurden rund 339 Bergepanther aller Ausführungen von den Unternehmen MAN, Henschel, Daimler-Benz (Werk Berlin-Marienfelde) und DEMAG produziert.
Von den als Bergepanther bezeichneten Fahrzeugen wurden insgesamt ab September 1943 etwa 297 Bergepanther mit der speziellen Bergepanzer-Wanne gebaut, welche die Aufnahme der Seilwinde und des Sporns ermöglichte. Von diesen 297 Bergepanthern wurden allerdings in Summe mindestens 88 ohne eingebaute Winde und Sporn ausgeliefert.

### Seibert – Umbau – Bergepanzer und Instandsetzung
Abgesehen von den ersten Ausführung D, nahm die Firma Seibert Stahlbau in Aschaffenburg von August 1944 bis März 1945 den Umbau von beschädigten, zur Instandsetzung zurückgelieferten Panthern der Ausführung D zu Bergepanthern („Umbau-Bergepanther“) vor. Auch diese Fahrzeuge hatten weder Winde noch Sporn und ähnelten damit den ersten Bergepanthern der Firmen MAN und Henschel. Die Abdeckung mit den Lukendeckeln für Fahrer und Funker wurde weggelassen. Die Fahrzeuge wurden mit allen anderen Bergeeinrichtungen und Werkzeugen versehen, welche auch am Bergepanther zu finden waren. Die Firma Seibert stellte (ungefähr) 61 Umbau-Bergepanther fertig. Insgesamt wurden etwa 113 Fahrzeuge aus der Instandsetzung bei Seibert geliefert.
Diese erst 2013 durch die neueste Publikation zum Thema Bergepanther öffentlich bekannt gewordenen Fakten mögen dazu beigetragen haben, dass in den verschiedensten früheren Publikationen, auch auf Fotos aus der Endphase des Krieges, fälschlicherweise „frühe“ Bergepanther identifiziert wurden.

## Einsatz
Viele der als Bergepanther bezeichneten Fahrzeuge sind nur als turmlose Schleppfahrzeuge ausgeführt worden und waren damit in den technischen Einsatzmöglichkeiten limitiert. Es fehlte oft an der speziellen Bergetechnik (Seilwinde) und Erdsporn. Der Bergepanther war jedoch in seinem Aufgabenbereich recht zuverlässig und wegen seiner Panzerung auch unter Feindfeuer einsetzbar. Sogar der schwere Tiger und dessen Varianten konnten ohne Probleme durch einen Bergepanther mit Winde geborgen werden.
Von den Briten wurde der Bergepanther aufgrund eigener Versuche nach dem Zweiten Weltkrieg als „brauchbar“ beschrieben.

### Einheiten mit Bergepanzern „Panther“
Die Verteilung der Bergepanther auf Einheiten durch das Heereszeugamt begann am 24./25. Juni 1943 mit zwei Fahrzeugen, welche an eine der ersten mit dem Panzerkampfwagen V „Panther“ ausgerüsteten Einheiten, der Panzer Abteilung 51 ausgeliefert wurden. Sie endete mit 2 an die 19. Panzer-Division gegangene Fahrzeuge Mitte April 1945. In der Zwischenzeit erhielten diverse Einheiten Zuteilungen, welche den Schwerpunkt der Ausrüstung aber auch die Verluste, und damit die Härte der Kämpfe bei einigen Verbänden aufzeigen. In der Folge wird versucht in alphabetischer Reihenfolge einen Überblick über die Auslieferungen zu geben. (Stückzahl/Datum)

#### Übergeordnete Einheiten
Heeres-Bergekompanie 6 (2/28.8.44) – Heeres-Bergekompanie 8 (2/11.9.44) – Heeres-Zeugamt Magdeburg (1/30.1.45) – Heeres Gruppe Nordukraine (5/12.5.44 + 6/24.5.44 + 4/27.5.44) – Gen.d.Pz.Tr.West (5/27.9.44 + 6/11.1.45 + 6/21.1.45 + 5/12.2.45) – Gen.d.Pz.Tr.Nord (4/18.12.45) – Panzer Truppen Schule (1/13.11.44) – Aussenst.Gen.Insp.Süd (6/22.10.44)

#### Division / Regimenter
- 1. Pz.Div. (2/1.11.44 + 2/8.12.44) / Pz.Rgt. 1 – (2/6.11.43 + 2/10.9.44)
- 2. Pz.Div. (2/27.11.44 + 1/18.12.44) / Pz.Rgt. 3 (2/3.2.44)
- 3. Pz.Div. / Pz.Rgt. 6 (2/6.12.43 + 2/14.10.44)
- 4. Pz.Div. (2/19.8.44 + 2/19.9.44 + 2/26.2.45) / Pz.Rgt. 35 (2/25.5.44)
- 5. Pz.Div. (1/29.7.44 + 2/23.9.44 + 2/29.10.44) / Pz.Rgt. 31 (2/27.11.43 + 2/1.5.44 + 2/16.11.44)
- 6. Pz.Div. (1/19.9.44 + 2/1.11.44 + 1/8.4.45) / Pz.Rgt. 11 (3.3.44 + 2/19.4.44 + 2/21.10.44)
- 7. Pz.Div. (2/19.9.44 + 2/4.3.45) / Pz.Rgt. 25 (2/4.7.44 + 1/12.7.44)
- 8. Pz.Div. (2/18.9.44 + 2/27.2.45) / Pz.Rgt. 10
- 9. Pz.Div. (2/16.9.44) / Pz.Rgt. 33 (17.2.44 + 2/11.6.44)
- 10. Pz.Div. / Pz.Rgt. 7
- 11. Pz.Div. (3/24.9.43 + 2/18.12.44) / Pz.Rgt. 15
- 12. Pz.Div. / Pz.Rgt. 29 (2/3.9.44)
- 13. Pz.Div. (2/1.11.44 + 1/11.3.45) / Pz.Rgt. 4 (2/29.12.43 + 2/18.11.44)
- 14. Pz.Div. / Pz.Rgt. 36 (2/13.7.44 + 2/11.8.44)
- 15. Pz.Div. / Pz.Rgt. 8
- 16. Pz.Div. (2/24.9.44 + 2/27.10.44 + 2/17.1.45) / Pz.Rgt. 2 (2/7.9.43 + 2/11.12.43)
- 17. Pz.Div. / Pz.Rgt. 39 (1/16.1.45)
- 18. Pz.Div. / Pz.Rgt. 18
- 19. Pz.Div. (2/28.10.44 + 2/1.11.44 + 2/Apr.44) / Pz.Rgt. 27 (2/29.3.44 + 2/13.4.44 + 2/12.7.44)
- 20. Pz.Div. / Pz.Rgt. 21
- 21. Pz.Div. (2/6.12.45 + 2/9.2.45) / Pz.Rgt. 5
- 22. Pz.Div / Pz.Rgt. 204
- 23. Pz.Div. (2/16.u.21.8.43 + 3/24.9.43 + 2/1.11.44) / Pz.Rgt. 23 (2/12.5.44 + 2/22.6.44)
- 24. Pz.Div / Pz.Rgt. 24 (2/5.6.44 + 2/12.1.45)
- 25. Pz.Div. (2/17.1.45 + 2/30.3.45) / Pz.Rgt. 9
- 25. Pz.Gr.Div. (1/18.12.44 + 1/1.2.45) /  Pz.Abt. 5
- 26. Pz.Div. (2/6.2.45) / Pz.Rgt. 26 (2/19.8.u.1.9.43 + 2/6.12.43 + 2/8.6.44 + 2/28.1.45)
- 27. Pz.Div. / Pz.Abt. 217
- 116. Pz.Div. / Pz.Rgt. 16 (2/4.9.44)
- Pz.Lehr-Div. (2/24.10.44 + 2/7.12.44) / Pz.Rgt. 130 (2/4.9.44 + 2/18.10.44 + 1/13.12.44 + 2/10.2.45)
- Pz.Div. Grossdeutschland (2/20.3.44 + 2/22.4.44 + 1/19.8.44 + 2/19.9.44 + 2/13.12.44)
- Pz.Div. Hermann Göring (2/28.9.44 + 2/16.11.44) / Pz.Rgt. „Hermann Göring“
- Pz.Div. Clausewitz (1/19.4.44) / gem. Pz.Rgt. 106 „Clausewitz“
- Pz.Div. Feldherrnhalle (2/1.11.44 + 2/11.3.45)
- Pz.Div. Müncheberg / Pz.Abt. Müncheberg (2/29.3.45)
- Führer-Gren.Brig./Div. (2/22.9.44 + 2/7.3.45) / Pz.Rgt. 102
- Führer-Begleit-Div. (8.2.45) / Pz.Rgt. 101
- Pz.Gr.Div. Brandenburg (GD) / Pz.Rgt. Brandenburg (1/20.3.45) (nicht existierend)
- 1. SS-Pz.Div. LSSAH (2/14.5.44 + 2/30.10.-1.11.43 + 2/14.10.44 + 2/15.2.45) / SS-Pz.Rgt 1
- 2. SS-Pz.Div. Das Reich (2/5.6.44 + 3/24.9.43 + 2/6.11.44 + 2/12.2.45) / SS-Pz.Rgt. 2
- 3. SS-Pz.Div. Totenkopf (2/5.3.44 + 2/30.4.44 + 2/4.10.44 + 2/15.11.44) / SS-Pz.Rgt. 3
- 5. SS-Pz.Div. Wiking (2/14.11.43 + 2/4.10.44 + 2/15.11.44) / SS-Pz.Rgt. 5
- 9. SS-Pz.Div. Hohenstaufen (2/31.1.44 + 2/19.9.44 + 2/23.11.44 + 2/15.2.45) / SS-Pz.Rgt. 9
- 10. SS-Pz.Div. Frundsberg / SS-Pz.Rgt. 10
- 12. SS-Pz.Div. Hitlerjugend (2/2.8.44 + 2/25.10.44 + 1/3.1.45 + 2/15.2.45) / SS-Pz.Rgt. 12

#### Schwere Panzer Abteilungen
s.Pz.Abt. 501 (2/29.1.44 + 2/10.7.44) – s.Pz.Abt. 502 (2/17.9.44 + 2/12.1.45) – s.Pz.Abt. 503 (2/15.6.44 + 2/20.9.44 + 2/1.11.44) – s.Pz.Abt.504 (1/14.4.44 + 1/16.9.44) – s.Pz.Abt. 505 (1/18.5.44 + 2/17.8.44) – s.Pz.Abt. 506 (2/1.2.44 + 2/12.9.44 + 1/10.11.44 + 1/12.3.45) – s.Pz.Abt. 507 (1/19.8.44 + 1/19.9.44 + 2/9.3.45)- s.Pz.Abt. 508 (1/12.4.44 + 1/16.9.44 + 1/18.11.44) – s.Pz.Abt. 509 (2/1.2.44 + 2/29.9.44 + 1/2.1.45) – s.Pz.Abt. 510 (2/6.7.44) – s.Pz.Abt. 512 (4/13.3.45) – s.SS-Pz.Abt. 101/501 (1/20.4.44 + 2/17.10.44) – s.SS-Pz.Abt. 102/502 (2/29.7.44 + 2/15.1.45 + 2/20.2.45)

#### Panzer Brigaden
Pz.Brig. 101 (2/13.7.44) – Pz.Brig. 102 (2/16.7.44) – Pz.Brig. 103 (2/21.7.44) – Pz.Brig. 104 (2/21.7.44) – Pz.Brig. 105 (2/8.8.44) – Pz.Brig. 106 (2/8.8.44) – Pz.Brig. 107 (2/24.8.44) – Pz.Brig. 108 (2/28.8.44) – Pz.Brig. 109 (3/29.8.44) – Pz.Brig. 110 (2/29.8.44)

#### Sonstige Abteilungen
Pz.Abt. 51 (2/24.-25.06.43) – Pz.Abt. 52 (2/28.-29.06.43) – Pz.Abt. (Fkl) 301 (2/20.10.44) – Pz.Abt. Stahnsdorf II (1/20.3.45) – Pz.Inst.Abt. 543 (3/3.3.44) – Pz.Inst.Abt. 545 (3/1.2.44 – 2/31.8.44) – Pz.Inst.Abt. 551 (2/11.9.45) – Pz.Jg.Abt. 519 (1/27.9.44) – Pz.Inst.Abt. 559 (2/28.8.44) – Pz.Jg.Abt. 559 (1/24.8.44 + 1/18.12.44 + 1/17.4.45) – Pz.Jg.Abt. 560 (2/30.11.44 + 2/15.2.45) – Pz.Jg.Abt. 563 (2/15.1.45) – Pz.Jg.Abt. 616 (2/15.1.45) – Pz.Jg.Abt. 653 (1/7.7.43 + 4/27.11.44) – Pz.Jg.Abt. 654 (1/7.7.43 + 2/16.6.44 + 2/13.11.44 + 1/18.12.44) – Pz.Jg.Abt. 655 (2/6.12.44 + 1/9.4.45)

## Technische Daten
Bergepanzerwagen „Panther“ (Sd.Kfz. 179)
- Motor: 12-Zylinder-Ottomotor Maybach HL 230 P30, 23,1 l
- Leistung: 700 PS (515 kW), auf 600 PS (441 kW) gedrosselt
- Höchstgeschwindigkeit:
  - 55 km/h bei Höchstdrehzahl
  - 46 km/h bei Drosseldrehzahl
  - 25 km/h Durchschnittsgeschwindigkeit Straße
  - 15 km/h Gelände

- Zugkraft des Fahrzeuges, im Versuch gemessen:
  - bei losem Sand: 196 kN (20 Mp), mit Schneegreifern: 264 kN (27 Mp)
- Seilwinde:
  - Spillwinde mit konstanter Zugkraft, Fa Raupach, Warnsdorf (CZ)
    - Zugkraft der Seilwinde:
      - nominell: 392 kN (40 Mp), im Versuch gemessen: 343 kN (35 Mp)

    - Gesamt-Bergezugkraft mit Seilrollen (über Flaschenzug) gegen Sporn:
      - nominell: 1177 kN (120 Mp), im Versuch gemessen: 1098 kN (112 Mp)[17]